# Văn Hoàng
Văn Hoàng là một xã thuộc huyện Phú Xuyên, thành phố Hà Nội, Việt Nam.
Xã Văn Hoàng có diện tích 6.04 km², dân số năm 1999 là 5476 người, mật độ dân số đạt 907 người/km².